# Hōfu
Hōfu (jap. 防府市 Hōfu-shi) – miasto w Japonii, w prefekturze Yamaguchi, w zachodniej części wyspy Honsiu (Honshū), nad Morzem Wewnętrznym.

## Położenie
Miasto leży w południowej części prefektury i graniczy z miastami:
- Yamaguchi
- Shūnan

## Gospodarka
W mieście rozwinął się przemysł maszynowy, samochodowy, włókienniczy, spożywczy oraz chemiczny.

## Hōfu Tenman-gū
W mieście znajduje się chram Tenman-gū założony w 904 roku w celu uczczenia poety, uczonego, polityka, dworzanina Michizane Sugawary, który został wygnany na Kiusiu (Kyūshū) z dworu cesarskiego w Kioto w 901 roku. Michizane przebywał w Hōfu w drodze na wygnanie, w nadziei na oddalenie postawionych mu zarzutów. Zmarł na Kiusiu w 903 roku, ale w dniu jego śmierci wydarzyło się wiele dziwnych zdarzeń: słup światła wpadł do morza, a tajemnicza chmura osiadła na wzgórzu za miejscem, w którym obecnie stoi świątynia. Zinterpretowano te „cuda” jako oznaczające, że jego dusza powróciła na miejsce ostatniego przystanku. W 904 roku, rok po jego śmierci, zbudowano dla niego ten chram w Hōfu.
Znacznie silniejsze zjawiska zaszły w samym Kioto. Piorun uderzył nie tylko w pałac cesarski, ale także zabił tych arystokratów, którzy doprowadzili do upadku i wygnania Michizane. Odebrano to jako znak, iż stał się on potężnym bóstwem, które trzeba przebłagać. Stał się więc Tenjinem (skrót od Tenman-Daijizai-Tenjin, czyli „niebiański bóg, który może do woli manipulować pogodą”). Po śmierci rywala, Tokihiry Fujiwary w 909 roku i cesarza Daigo w 930, przebłaganie Tenjina stało się sprawą o znaczeniu narodowym.

## Miasta partnerskie
- Japonia: Akitakata
- Korea Południowa: Chuncheon
- Stany Zjednoczone: Monroe

## Galeria

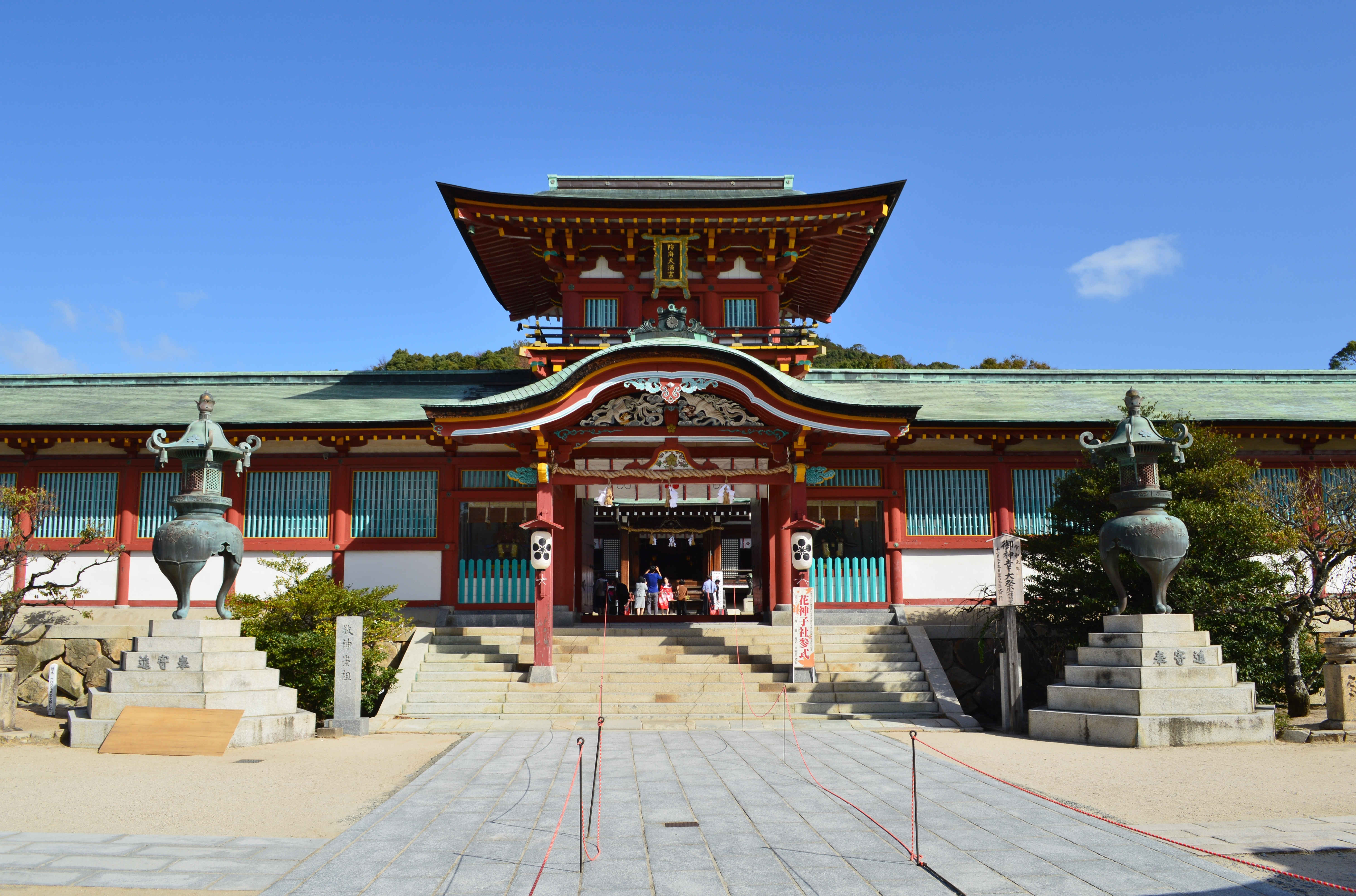
Hōfu Tenman-gū, chram poświęcony Michizane Sugawara (845–903)
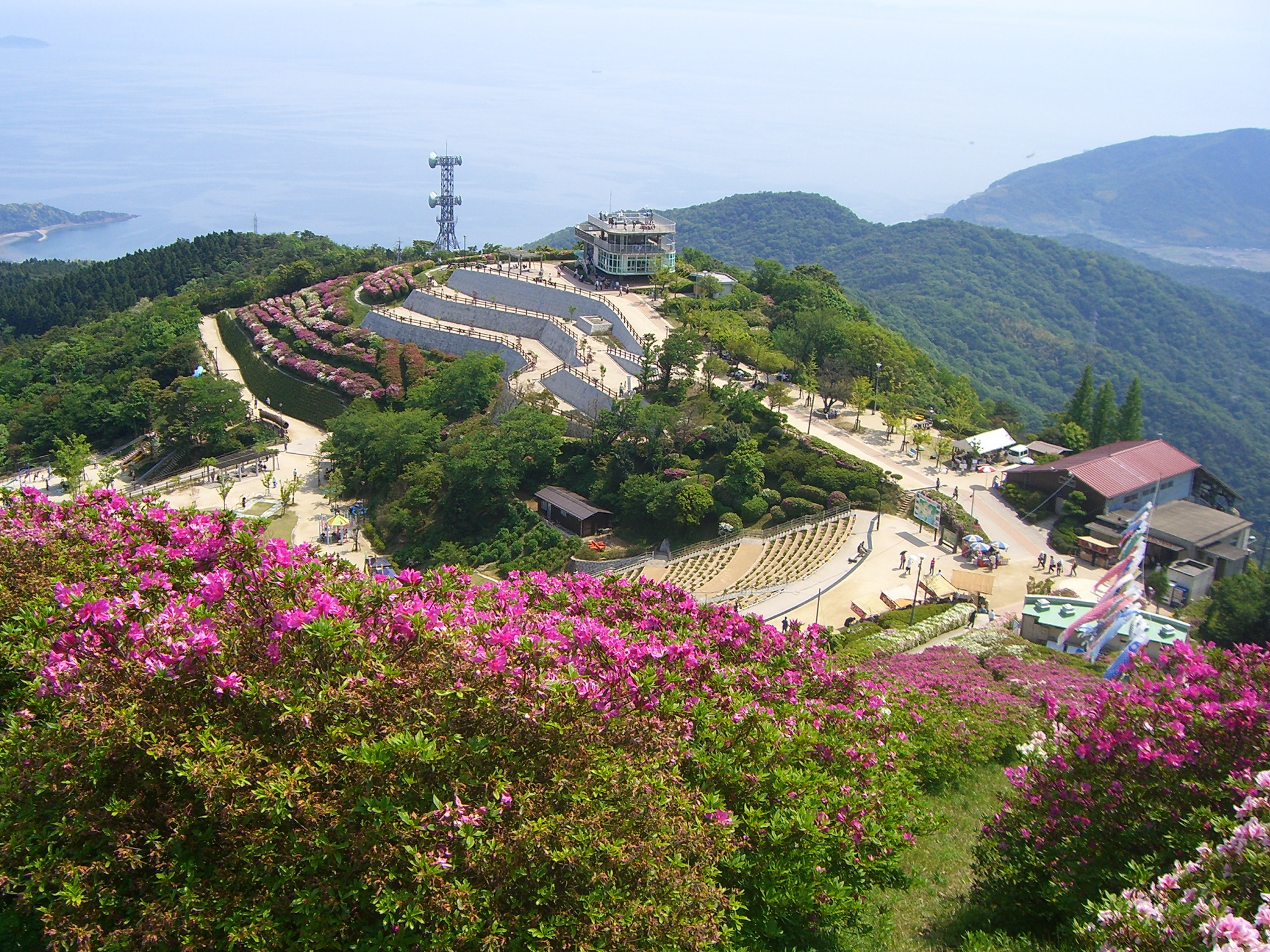
Park na górze Ōhira